# Gonioskopia

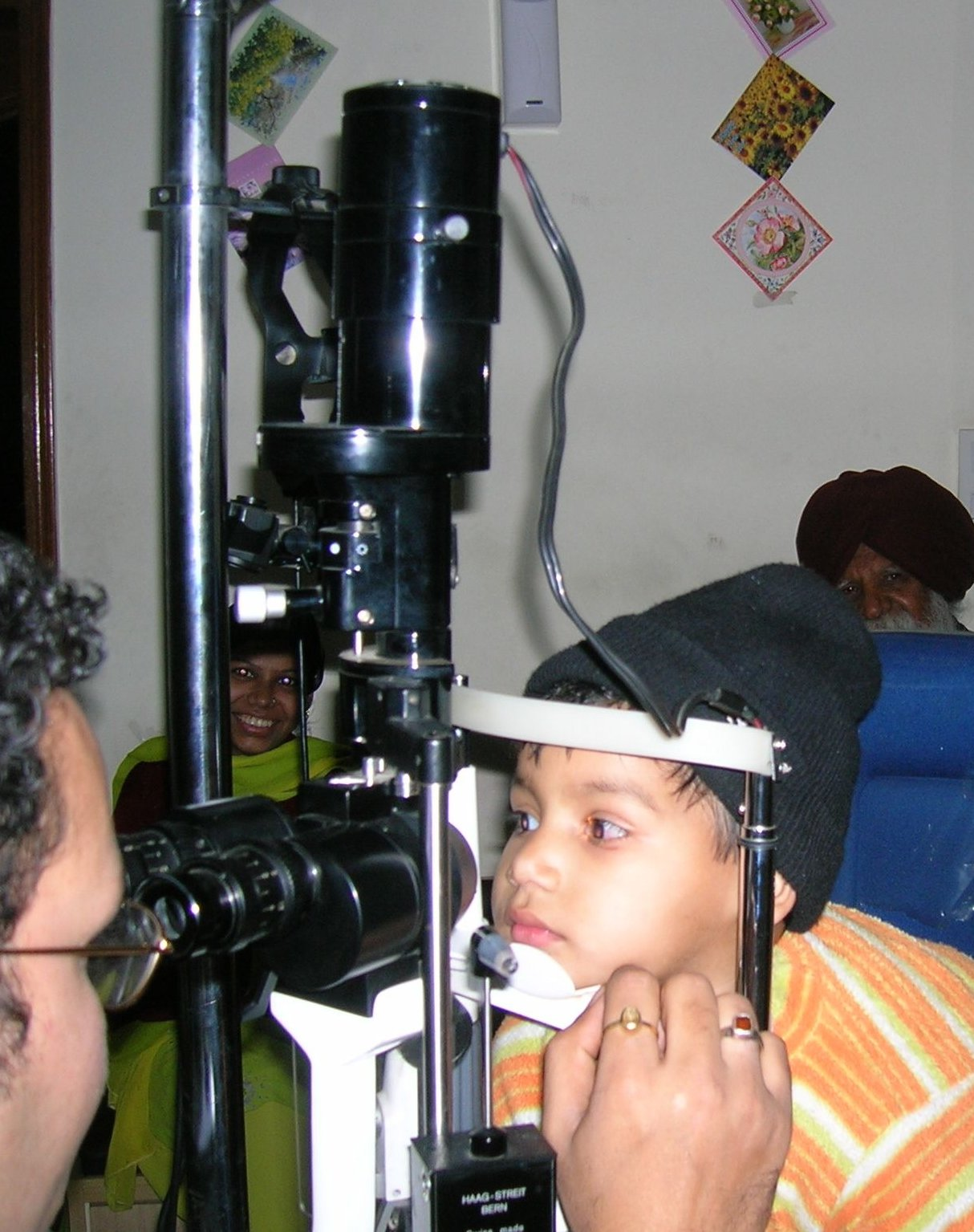
Badanie w lampie szczelinowej

Gonioskopia – metoda pozwalająca na  obejrzenie kąta rogówkowo-tęczówkowego w celu oceny szerokości oraz określenia konfiguracji kąta, a także poszukiwania uszkodzeń i nieprawidłowych złogów w obrębie jego struktur. Gonioskopia jest jednym z badań przeprowadzanych w celu wykrycia jaskry i klasyfikacji jej na jaskrę z otwartym bądź zamkniętym kątem przesączania.

## Rodzajegonioskopów
1. gonioskop czterolusterkowy:
  - Goldmanna
  - Zeissa
2. trójlustro Goldmanna

## Przeprowadzanie badania
Najczęściej do przeprowadzenia badania używa się jednego z lusterek trójlustra Goldmanna. Nakłada się je na rogówkę i za pomocą lampy szczelinowej bada się kąt rogówkowo-tęczówkowy w lusterku przeznaczonym do gonioskopii, pamiętając, że ogląda się sektor przeciwległy do położenia lusterka.